# Tamberu Daya
Tamberu Daya is een bestuurslaag in het regentschap Sampang van de provincie Oost-Java, Indonesië. Tamberu Daya telt 5946 inwoners (volkstelling 2010).